# كريس بيني (مجدف)
كريس بيني (بالإنجليزية: Christopher Gore Penny)‏ هو مجدف أمريكي، ولد في 4 مايو 1962 في موريستاون في الولايات المتحدة.

## وصلات خارجية
- كريس بيني على موقع الاتحاد الدولي للتجديف (الإنجليزية)
- كريس بيني على موقع اللجنة الأولمبية الدولية (الإنجليزية)
- كريس بيني على موقع أوليمبيديا (الإنجليزية)